# Cyprinella xanthicara
Cyprinella xanthicara es una especie de peces de la familia de los Cyprinidae en el orden de los Cypriniformes.

## Hábitat
Es un pez de agua dulce originario de cuatrocienagas.

## Distribución geográfica
Se encuentran en México.